# Ugo Napolitano
Ugo Napolitano (Napoli, 10 marzo 1965) è un allenatore di calcio ed ex calciatore italiano, di ruolo difensore.

## Carriera

### Giocatore
Con il Cosenza ha disputato otto campionati (tutti in Serie B), e giocava come difensore centrale. Ha iniziato la carriera nel Napoli di Maradona, esordendo in Serie A il 30 settembre 1984, entrando in campo all'80' della partita Torino-Napoli (3-0). Quella è la sua unica gara disputata nella massima serie. Seguono tre stagioni in Serie C1, un anno nel Campania, due nel Prato con cui colleziona rispettivamente 31 e 34 presenze in campionato tra il 1986 e il 1988.
Nell'estate del 1988 va al Cosenza e debutta nei cadetti. Coi rossoblu, allenati da Bruno Giorgi, esordisce in campionato l'11 settembre 1988 in Cosenza-Genoa (0-0). È titolare della difesa silana, gioca 32 partite su 38 senza segnare mai. Nella stagione 1991-1992, sotto la guida tecnica di Edy Reja, sfiora con la sua squadra la promozione in Serie A, persa a Lecce nell'ultima di campionato. Quella è la stagione in cui mette a segno il suo primo gol nei professionisti in Cosenza-Lecce (2-1) del 19 gennaio 1992, firmando il momentaneo 2-0 con colpo di testa. Lascia il Cosenza al termine della stagione 1995-1996 dopo aver collezionato in campionato 207 presenze e 4 gol. Nel 1996 lo preleva la Reggina.
Con gli amaranto disputa tre campionati di Serie B (giocando soprattutto con continuità durante la prima stagione) ottenendo nel 1999 la promozione in Serie A, anno in cui gioca 10 partite. Ha proseguito la carriera nei campionati minori, terminandola alla Paolana in Serie D nel 2007 a 42 anni. Ha totalizzato una presenza in Serie A e 272 presenze e 4 gol realizzati (tutti col Cosenza) in Serie B.

### Allenatore
Ha lavorato come allenatore in squadre giovanili. Nel 2008 ha guidato i giovanissimi regionali della ASD Villese Calcio. Nel 2009 ha guidato la Juniores della Rossanese[1], nel 2010 i Giovanissimi del Cosenza.